# Beach Bazis Schleissheim
Die Beach Bazis Schleissheim sind ein deutscher Beachhandball-Verein. Er gehört zur Handballabteilung des TSV Schleißheim. Seit Ende der 2010er Jahre gehört die Mannschaft im Frauenbereich zu den deutschen Spitzenmannschaften und wurde 2022 Deutscher Meister. Zunächst unter dem Namen TSV Schleißheim aktiv, trägt der Verein seit 2017 den Namen Beach Bazis Schleissheim.

## Geschichte

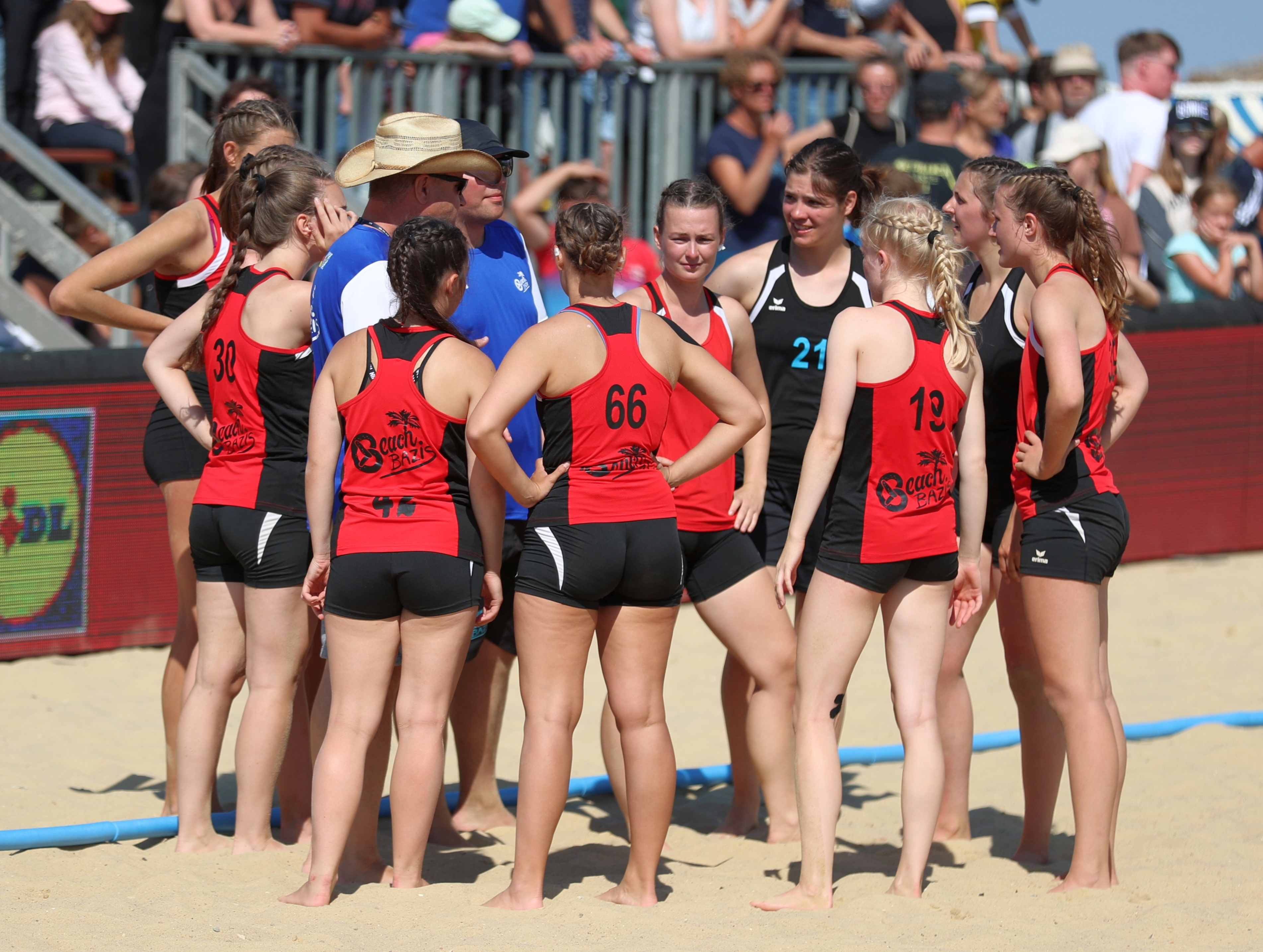
Die Beach Bazis bei einem Time Out während des Finales um die Deutsche Meisterschaft 2022

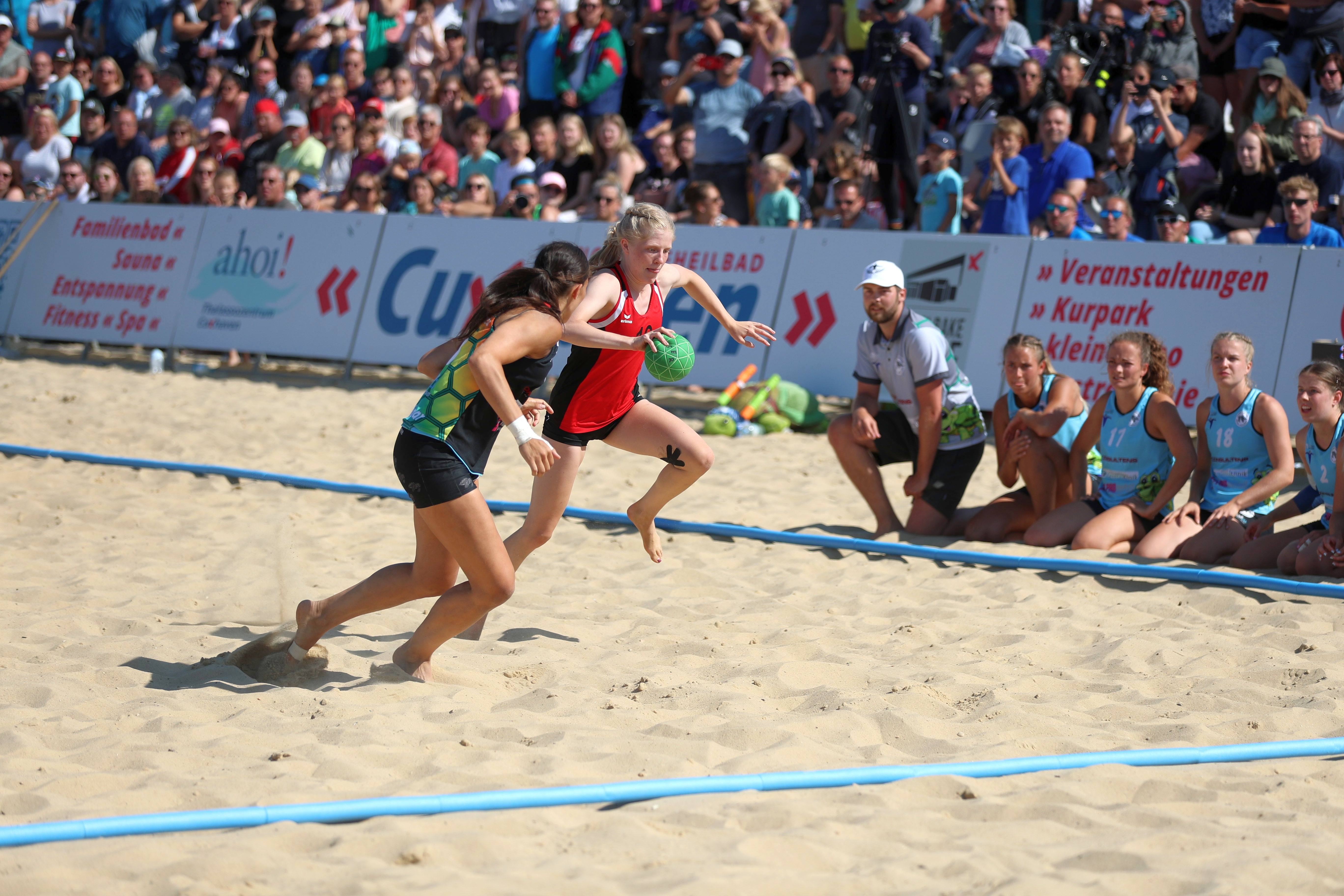
Katharina Krecken (gegen Lucie-Marie Kretzschmar) beim Shootout im Finale der Deutschen Meisterschaften 2022

Die Beach Bazis Schleissheim begannen 2014, dem Jahr, in dem der Deutsche Handballbund den Beachhandball wieder in seine Förderstrukturen aufnahm, mit weiblichen Nachwuchsmannschaften in Bayern aktiv zu werden und erreichte dort auch sofort schnelle Erfolge. Von Beginn an war der Verein sehr familiär gehalten, Trainer waren und sind Gregor und Patrick Köbrich, Teambetreuerin ist Kerstin Kattner. 2017 nahm die mittlerweile vor allem aus dem eigenen Nachwuchs gebildeten Frauenmannschaft das erste Mal an einer Deutschen Meisterschaft teil und wurde auf Anhieb Fünfte. Ein Jahr später erreichten die „Bazis“ – erneut in Berlin – schon das Finale, das gegen Strandgeflüster Minden verloren wurde. Damit gelang auch erstmals die Qualifikation für den EHF Beach Handball Champions Cup 2018, bei dem die Beach Bazis auf den zehnten Rang kamen. 2022 gelang der Gewinn des Titels.
Meistermannschaft: Theresa Bauer, Franziska Blask, Julia Brandstädter, Johanna Diermaier, Sophia Dölger, Isabel Kattner, Jennifer Köbrich, Michelle Köbrich, Katharina Krecken, Eva Künzel, Naida Omerovic, Trainer: Gregor Köbrich, Patrick Köbrich
Beim EHF Beach Handball Champions Cup 2022 kam die Mannschaft im weiteren Jahresverlauf auf den sechsten Platz.
Ende der 2010er Jahre wurden erste Spielerinnen in die deutsche A-Nationalmannschaft berufen. Isabel Kattner nahm an der Europameisterschaft 2019 teil. 2021 gewannen Kattner und die mittlerweile ebenfalls ins Nationalteam aufgerückte Belen Gettwart den Titel bei den Europameisterschaften, Kattner wurde zudem als beste Abwehrspielerin des Turniers ausgezeichnet. Beide gewannen zudem im folgenden Jahr auch die Titel bei den Weltmeisterschaften und den World Games. Auch Michelle Köbrich debütierte im Rahmen der IHF Beach Handball Global Tour 2022 in der deutschen Nationalmannschaft. 2023 gewann die deutsche Nationalmannschaft, samt Isabel Kattner und Belen Gettwart, erneut die Europameisterschaft.
Zunächst gab es im Verein nur weibliche Mannschaften von den Bambinis bis zur A-Jugend und den Frauen, mittlerweile gibt es abgesehen von der Männermannschaft auch in allen Altersklassen männliche Teams. Jährlich wird der Bazi Beach Cup ausgetragen, der einerseits zur Deutschen Beachhandball Tour gehört, andererseits auch Turniere für Nachwuchsmannschaften beinhaltet.
Etwa zeitgleich wurde der Beachsoccerverein Bavaria Beach Bazis gegründet, beide Vereine dürfen nicht verwechselt werden.

## Erfolge
| EHF Beach Handball Champions Cup - 2018: 10. - 2022: 6. Deutsche Meisterschaften - 2017: 5. - 2018: 2. - 2019: 6. - 2021: 5. - 2022: 1. - 2023: 1. | Bayerische Meisterschaften - 2017: 3. - 2018: 2. - 2019: 1. - 2022: 2. Deutsche Meisterschaften Jugend weiblich U18 - 2019: 1. Deutsche Meisterschaften Jugend weiblich U17 - 2017: 1. - 2018: 1. Deutsche Meisterschaften Jugend weiblich U16 - 2019: 6. | Bayerische Meisterschaften A-Jugend weiblich - 2014: 3. - 2015: 2. - 2016: 1. - 2017: 1. - 2018: 1. - 2019: 1. - 2022: 2. Bayerische Meisterschaften B-Jugend weiblich - 2015: 1. - 2016: 1. - 2017: 1. - 2018: 1. - 2019: 1. | Bayerische Meisterschaften C-Jugend weiblich - 2014: 1. - 2015: 1. - 2016: 1. (C1), 2. (C2) - 2017: 1. - 2018: 3. - 2019: 1. Bayerische Meisterschaften C-Jugend männlich - 2019: 1. |

## TSV Schleißheim
Der TSV Schleißheim bietet neben Beachhandball auch die Sportarten, Basketball, Handball, Volleyball, Leichtathletik, Taekwondo, Tanzsport, Tennis, Tischtennis, und Turnen an.

### Handballabteilung
Neben den Beachhandballerinnen, die dem DHB unterstehen, nimmt die Handballabteilung mit zwei Herrenmannschaften, zwei Damenteams und zehn Nachwuchsmannschaften am Spielbetrieb des BHV teil. Das 1. Damenteam des TSV spielt 2024/25 in der Bayerischen Landesliga und die 1. Herrenmannschaft in der Bezirksoberliga Altbayermn. Mit Isabel Kattner und Isabell Klein gingen aus der Nachwuchsabteilung zwei später äußerst erfolgreiche Handballspielerinnen hervor.
Frauen
- Aufstieg in die Bayerische-Oberliga 2024
- Aufstieg in die Bayerische-Landesliga 2014, 2022
- Altbayerischer Meister (Bayr. Schwaben) 2014, 2022,  2024